# Fischweier
Koordinaten: 48° 53′ N, 8° 27′ O

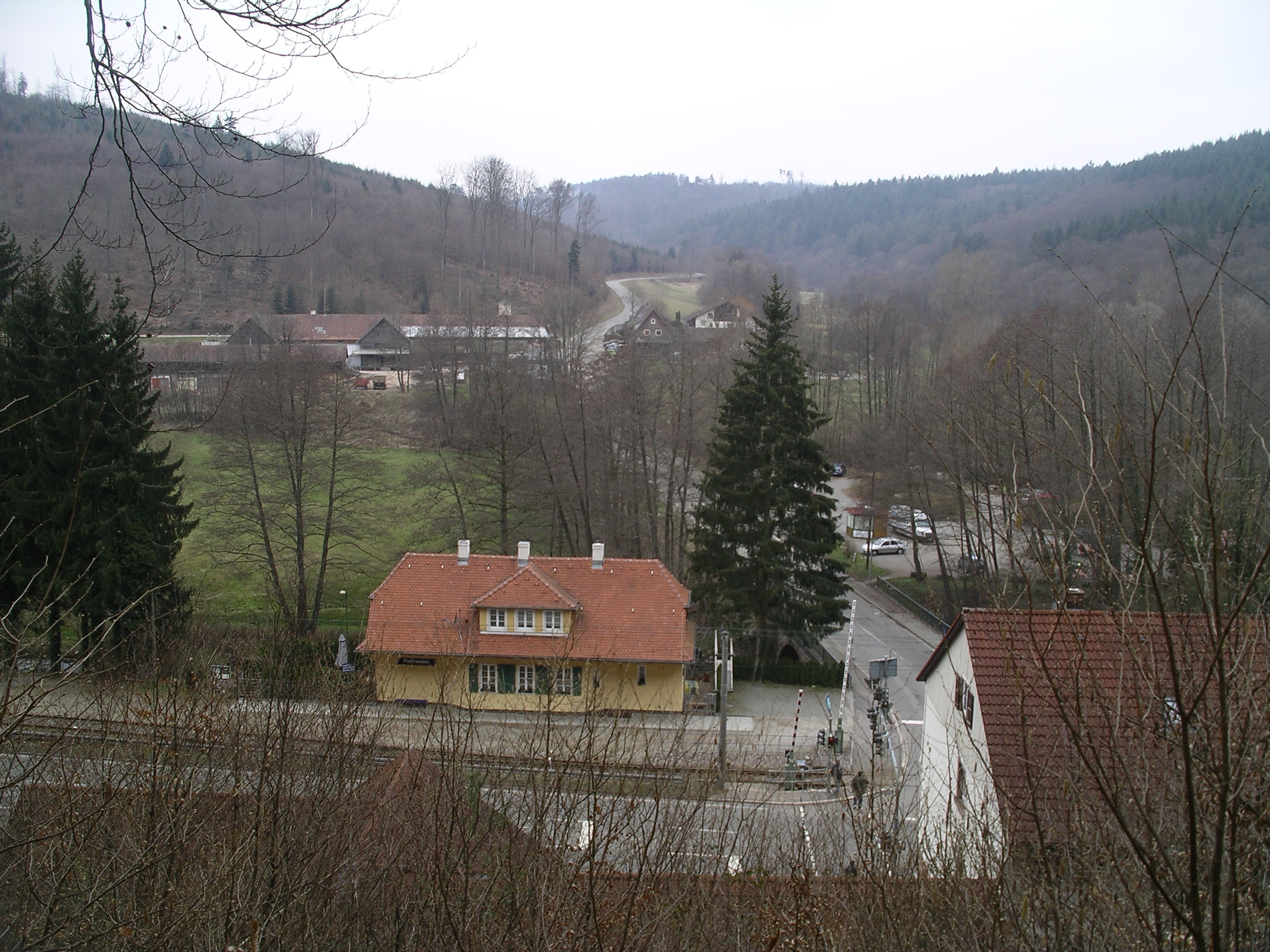
Blick auf Fischweier und das Moosalbtal

Fischweier, früher auch Fischweiher, ist eine kleine Siedlung bei der Mündung der Moosalb in die Alb im Landkreis Karlsruhe in Baden-Württemberg, wo die Gemarkungen der Stadt Ettlingen und der Gemeinden Karlsbad und Marxzell aufeinandertreffen.

## Lage und Verwaltungsgliederung
Der westliche, größere Teil liegt auf der Gemarkung Burbach der Gemeinde Marxzell. Zum Weiler gehören wenige Wohnhäuser und ein Sägewerk. Nördlich davon befinden sich auf der Gemarkung Ettlingen die Ruinen des ehemaligen Freibads Fischweier.
Der östliche Teil gehört zum Ortsteil Spielberg der Gemeinde Karlsbad. Er besteht nur aus einem ehemaligen Hotel und den Gebäuden des ehemaligen Bahnhofs Spielberg-Schöllbronn, dem heutigen Bedarfshaltepunkt Fischweier der Albtalbahn. Dieser Teil wird auch als Hotel Fischweier bezeichnet.

## Geschichte
Anfang des 18. Jahrhunderts war das Albtal an der Stelle des heutigen Fischweier ein abgeschiedenes Gebiet. Die Äbtissin des Klosters Frauenalb wollte den Waldreichtum nutzen und trat 1705 an die Verwaltung des Markgrafen von Baden-Baden mit der Bitte um Gründung einer Glashütte heran, welche binnen eines Jahres gegenüber der Einmündung der Moosalb in die Alb entstand. 1707 bestand die Anlage aus der Betriebsstätte direkt rechts der Alb und einem Wohnbereich etwas höher am Hang. Bereits 1716 war der nutzbare Wald bei der Glashütte „leergehauen“ und der Betrieb wurde um 1717 an den Platz des heutigen Gertrudenhofs verlegt. Was mit den alten Gebäuden geschah, ist nicht überliefert.
In der topografischen Karte von 1847 ist kein Ortsname verzeichnet, jedoch an der Stelle des heutigen S-Bahn-Haltepunkts eine Struktur zu erkennen, die auf eine kleine Rodungsfläche mit einer Hütte hindeutet. Eine weitere Bebauung oder ein Weiher ist nicht zu finden.
1898 wurde die Bahnstrecke Ettlingen–Herrenalb eröffnet. Beim Bahnhof Spielberg-Schöllbronn entstand kurz darauf ein Kurhotel und Mitte der 1930er Jahre dazu ein kleines Freibad nördlich der Moosalb, welches bis etwa 1960 in Betrieb war. Vermutlich leitet sich der Ortsname vom ersten Hotelnamen Luftkurhotel „Fischweiher“ ab. Das Datum 1898 wird auch als erste urkundliche Erwähnung des Namens Fischweiher angegeben. Das Hotel dient heute als Unterkunft für Asylbewerber.